# Walenty Maćkowiak
Walenty Leon Maćkowiak (ur. 14 lutego 1929 w Otorowie, zm. 9 grudnia 2023 w Batowie) – polski hodowca roślin, bezpartyjny polityk, poseł na Sejm PRL IX kadencji.

## Życiorys
Walenty Maćkowiak urodził się we wsi Otorowo w powiecie szamotulskim. Ukończył Gimnazjum i Liceum Ogólnokształcące w Szamotułach (1949). Studia inżynierskie ukończył w 1953, a magisterskie w 1963 na Wydziale Rolniczym Wyższej Szkoły Rolniczej w Poznaniu (obecnie Uniwersytet Przyrodniczy), w 1973 uzyskał stopień naukowy doktora nauk rolniczych w Instytucie Uprawy, Nawożenia i Gleboznawstwa w Puławach. Pracę zawodową rozpoczął w 1953 w Zakładzie Doświadczalnym Małyszyn Instytucie Uprawy, Nawożenia i Gleboznawstwa w Puławach. Pracował jako asystent i następnie starszy asystent. W latach 1960–1967 był kierownikiem działu naukowego, w okresie 1967–1998 dyrektorem, a w latach 1998–2000 głównym specjalistą ds. hodowli roślin. W ramach IUNG w zajmował się badaniem z zakresu uprawy roli i agrotechniki zbóż, rzepaku i roślin pastewnych, zwłaszcza traw w uprawie polowej. Wyniki doświadczeń służyły m.in. do opracowywania okresowo publikowanych przez IUNG zaleceń agrotechnicznych dla rolników w całym kraju oraz publikacji naukowych wykonawcy i pracowników Instytutu.
W 1972 przejętym Zakładzie Doświadczalnym przez Instytut Hodowli i Aklimatyzacji Roślin (obecnie HR Strzelce Sp. z o.o., Oddział Małyszyn, Grupa IHAR) od podstaw zorganizował hodowlę roślin, zapoczątkował hodowlę pszenżyta, powstał drugi ośrodek hodowli tego gatunku zboża w Polsce, znoszący uprawę na stosunkowo słabych glebach, podjął także hodowlę rzepaku podwójnie ulepszonego (dwuzerowy) w zespole Oddziału IHAR Poznań.
Z jego inicjatywy przystosowano część budynków i pobudowano nowe na niezbędne pracownie i laboratoria (np. komory mrożeniowe czy laboratorium odporności na prastanie) do prowadzenia hodowli roślin oraz pobudowano dwie duże szklarnie, budynki mieszkalne dla pracowników, zaopatrzono, przy dużych trudnościach dział hodowli, w sprzęt laboratoryjny oraz maszyny (m.in. pługi, siewniki czy kombajny) do prac polowych w hodowli roślin. Prace hodowlane w Zakładzie prowadził zespołowo i na szeroką skalę.

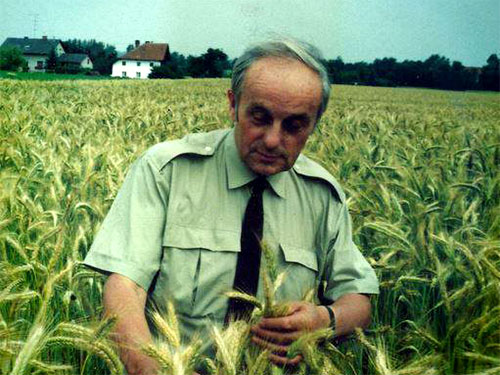
Walenty Maćkowiak na polu pszenżyta ozimego (odmiana Modus) w Niemczech (1994 rok)

Jako hodowca jest współtwórcą łącznie 52 odmian, w tym pszenżyta ozimego i jarego 31 i rzepaku ozimego oraz jarego podwójnie ulepszonego 21, prowadził także badania nad zwiększeniem nowej zmienności do pszenżyta w drodze krzyżowań międzyrodzajowych w celu wyprowadzenia materiałów wyjściowych do hodowli odmian gatunku. Wyhodowane przy jego współudziale odmiany wyróżniały się wysoką plennością, zwłaszcza na glebach słabszych oraz innymi cechami gospodarczymi. Już w latach 1997–2000 ogólna repartycja odmian pszenżyta ZD Małyszyn sięgała 60% repartycji krajowej. Wiele odmian pszenżyta ozimego i jarego w latach 1988–2000 na prawach licencji zostało zarejestrowanych w niektórych krajach świata, np. w Polsce zarejestrowano odmianę pod nazwą „Ugo”, która w 1994 zarejestrowana została w Niemczech pod nazwą „Modus”. Dużo odmian pszenżyta z materiałów hodowlanych Małyszyna zostało zarejestrowanych na Białorusi, doceniając wagę innych (cech zimotrwałość u pszenżyta i rzepaku ozimego, odporność na choroby, odporność na porastanie pszenżyta w kłosach i inne) dużą uwagę zwracał na badanie i wyhodowanie genotypów pszenżyta tolerancyjnych na niższe pH i słabsze warunki glebowe. Udaną odmianą o wysokiej tolerancji na niższe pH była odmiana Bogo, która przy innych korzystnych cechach, osiągnęła w Polsce jedną z najwyższych repartycji ponad 40% w latach 1996–1997.
Z wszystkich wyhodowanych przy jego współudziale odmian rzepaku o wysokiej plenności i jakości Kana (1996) wyróżniła się jeszcze największą zimotrwałością spośród uprawianych w Polsce odmian krajowych i zagranicznych (osiągnęła 33–43% repartycji w latach 1997–2000).
Walenty Maćkowiak jest autorem lub współautorem 54 publikacji naukowych z zakresu genetyki, hodowli i technologii uprawy pszenżyta, rzepaku oraz innych roślin uprawnych, autorem ponad 130 artykułów i prac popularnonaukowych dotyczących zagadnień hodowli, nasiennictwa i agrotechniki roślin. Udzielał się w dziedzinie rolnictwa w wielu miejscach kraju (m.in. konsultacje oraz wykłady w PGR i ODR).
Przewodniczący Rady Zrzeszenia Zakładów Doświadczalnych Hodowli i Aklimatyzacji Roślin w latach 1982–1986, członek 4. kadencji Rady Naukowej IHAR i 3. kadencji Rady Naukowej Gorzowskiego Towarzystwa Naukowego, członek Zespołów Wdrożeniowych przy Ministrze Rolnictwa do spraw: pszenżyta 2. rzepaku podwójnie ulepszonego. Członek redakcji zeszytów z corocznych sympozjów naukowych AR Szczecin pt. Hodowla, Uprawa i Wykorzystanie Pszenżyta, członek Polskiego Towarzystwa Nauk Agrotechnicznych. Współzałożyciel w drugiej połowie 1989 Związku Twórców Odmian Roślin Uprawnych i wiceprezes dwóch kadencji w latach 90.

### Działalność polityczna
W 1969 został radnym Powiatowej Rady Narodowej. W latach 1975–1984 był radnym Wojewódzkiej Rady Narodowej w Gorzowie Wlkp., przewodniczył Komisji Rolnictwa, Leśnictwa i Gospodarki Żywnościowej. Następnie pełnił mandat posła na Sejm PRL IX kadencji jako bezpartyjny, reprezentując okręg Gorzów Wielkopolski. Zasiadał w Komisji Nauki i Postępu Technicznego jako wiceprzewodniczący i Komisji Rolnictwa, Leśnictwa i Gospodarki Żywnościowej oraz w Komisji Nadzwyczajnej do rozpatrzenia projektu ustawy Prawo o stowarzyszeniach oraz projektów ustaw dotyczących związków zawodowych. W 1989 bez powodzenia ubiegał się o reelekcję.

#### Ważniejsze wypowiedzi i interpelacje na posiedzeniach Sejmu PRL IX kadencji
Wypowiedzi:
1. Pierwsze czytanie o rządowym projekcie Ustawy o nasiennictwie (1967).
2. Sprawozdanie w imieniu Komisji Rolnictwa, Leśnictwa i Gospodarki Żywnościowej o realizacji programu rozwoju rolnictwa i gospodarki żywnościowej w 1986 roku (1987).
3. Sprawozdanie Komisji Rolnictwa, Leśnictwa i Gospodarki Żywnościowej i Komisji Prac Ustawodawczych o rządowym projekcie Ustawy o Nasiennictwie (1987).
4. Sprawozdanie Komisji Rolnictwa, Leśnictwa i Gospodarki Żywnościowej i Komisji Prac Ustawodawczych o rządowym projekcie Ustawy o scalaniu gruntów (1989).

Interpelacje:
1. w sprawie dostosowania zasad planowania, finansowa i sprawozdawczości prac wykonanych w ramach resortowych i centralnych programów badawczo rozwojowych do specyfiki jednostek badawczo-rozwojowych w rolnictwie do Prezesa Rady Ministrów (1986).
2. w sprawie przyspieszenia realizacji Inwestycji w przemyśle tłuszczowym (budowa olejarni w Szamotułach) do Ministra Rolnictwa, Leśnictwa i Gospodarki Żywnościowej (1989).

## Nagrody
Nagrodzony Nagrodą Zespołową II stopnia w dziedzinie techniki Komitetu Nagród Państwowych za wytworzenie odmian rzepaku podwójnie ulepszonych (1988), Nagrodą Ministra Rolnictwa za udział w realizacji pracy nad opracowaniem i wdrożeniem nowej technologii uprawy traw jako wsiewek poplonowych 1973, nagrodą zespołową II stopnia NOT przyznaną przez Radę Wojewódzką stowarzyszenia w Gorzowie Wlkp. za wdrożenie do uprawy jęczmienia jarego browarnego odmiany Polon (1974), nagrodą zespołową Ministra Rolnictwa i Rozwoju Wsi za wytworzenie i wdrożenie do uprawy typu odmian-mieszańcowych rzepaku ozimego (2004), Nagrodą Gorzowską przyznaną przez prezydium WRN w Gorzowie Wlkp. za całokształt działalności badawczej i gospodarczej w Zakładzie Doświadczalnym Hodowli i Aklimatyzacji Roślin w Gorzowie Wlkp. (1979).

## Odznaczenia
- Krzyż Komandorski Orderu Odrodzenia Polski
- Krzyż Oficerski Orderu Odrodzenia Polski
- Krzyż Kawalerski Orderu Odrodzenia Polski
- Medal Komisji Edukacji Narodowej
- Odznaka tytułu honorowego „Zasłużony Rolnik Polskiej Rzeczypospolitej Ludowej”
- Srebrny Krzyż Zasługi (1966)
- Medal „Zasłużony dla Akademii Rolniczej w Szczecinie”
- Odznaka „Zasłużony Pracownik Rolnictwa” (1973)
- Odznaka honorowa „Zasłużony dla Rolnictwa” (1997)
- Odznaka honorowa „Za zasługi dla województwa zielonogórskiego” (1970)
- Złota Odznaka honorowa „Za zasługi dla województwa gorzowskiego” (1976)
- Odznaka Honorowa Gryfa Pomorskiego za zasługi położone dla rozwoju Pomorza Zachodniego (1986)
- Odznaka honorowa „Za zasługi dla województwa wielkopolskiego” (2010)
- Złota Odznaka Związku Twórców Odmian Roślin Uprawnych (2003)

i inne

## Wybrane publikacje
- Reakcja kupkówki w siewie czystym i mieszanym z roślinami motylkowymi na różne dawki azotu, IUNG, 1975.
- Niektóre problemy hodowli Triticale w Zakładzie Doświadczalnym HAR, Małyszyn, IHAR, 1979.
- Perspektywy uprawy rzepaku ozimego podwójnie ulepszonego (Jantar), AR Szczecin, Oddział PTNA, 1987.
- Osiągnięcia i problemy hodowli pszenżyta w Polsce (współautor), IHAR, 1993.
- Krzyżowania międzyrodzajowe i ich znaczenie w hodowli pszenżyta w ZDHAR, Małyszyn, IHAR, 1995.
- Charakterystyka odmian pszenżyta ozimego i jarego hodowli ZDHAR Małyszyn (współautor), Zeszyty Naukowe AR Szczecin, 1994.
- Hodowla pszenżyta w Zakładzie Doświadczalnym Hodowli i Aklimatyzacji Roślin, Małyszyn (współautor), IHAR, 1998.
- Ocena postępu i strategiczne kierunki hodowli pszenżyta w Polsce, IHAR, 2003.

## Życie prywatne
Syn Antoniego i Bronisławy. Był żonaty z Alicją z domu Ostromecką (1937–2019), miał trzy córki. Został pochowany na cmentarzu komunalnym w Gorzowie Wielkopolskim (5B/5/5).